# 64 Pomorski Batalion Piechoty
64 Pomorski Batalion Piechoty – pododdział piechoty Polskich Sił Zbrojnych.

## Formowanie i zmiany organizacyjne
64 Pomorski batalion piechoty został sformowany w 1945 roku we Włoszech w Bazie 2 KP w San Basilio, w składzie 16 Brygady Piechoty. Nie wziął udziału w walkach. 
Zalążek batalionu stanowiła Polska Kompania Ochotnicza, sformowana w sierpniu 1944 w Annecy we Francji, przez grupę oficerów i podchorążych 2 Dywizji Strzelców Pieszych, internowanych w Szwajcarii. Za wiedzą swych przełożonych, grupa ta pod dowództwem mjr. dypl. art. Aleksandra Bluma, przedostała się na teren Francji i z byłych jeńców jak i z Polaków z Francji - utworzyła kompanię, podporządkowaną francuskiemu FFI. Uzbrojona kompania przybyła morzem do Włoch, gdzie stała się zaczątkiem nowo formowanej brygady.

## Żołnierze batalionu
Dowódcy batalionu
- mjr dypl. Edmund Różycki (5 I 1945 - 30 III 1946)[2]
- mjr Jan Wiśniewski (30 III 1946 - 1947)[3]

Zastępca dowódcy batalionu
- kpt. Ludwik Szamocki[4]

## Odznaka batalionu
Odznaka specjalna została wprowadzona rozkazem Nr 13 dowódcy 2 Korpusu z 31 stycznia 1946 roku. Była wykonana w metalu; stanowi połączenie herbu Ziemi Malborskiej i symbolu broni pancernej; na tarczy orzeł herbowy i ramię pancerne. Tarcza pokryta żółtą emalią, orzeł czerwoną. Oznaki wykonane w Bolonii, zamiast żółtego tła miały białe. Oznaka noszono po lewej stronie beretu, w odległości 5 cm od orzełka.